# Açailândia
Açailândia é um município brasileiro do estado do Maranhão. É o oitavo município mais populoso do estado, com um total de 111 757 habitantes, segundo estimativas do Instituto Brasileiro de Geografia e Estatística (IBGE) em 2018.
Açailândia é um importante polo agroindustrial, onde a exportação de ferro gusa, gerada por cinco indústrias siderúrgicas instaladas no município, se tornou sua principal fonte de renda, sendo que das cinco siderúrgicas apenas uma está em atividade nos dias de hoje. Também conta com diversos estabelecimentos comerciais, dos mais diversos ramos do comércio e serviços, e possui o maior rebanho bovino do estado.
A cidade foi tema de reportagem especial da Revista Veja com “as 20 Metrópoles Brasileiras do Futuro”.

## Economia
Os dados mais recentes confirmam a tendência de crescimento registrada desde 2001. Açailândia saiu da classificação número 564.ª entre 5.560 municípios, em 2001, e subiu para a 226.ª posição em 2008 – ou seja: em sete anos, saltou 338 lugares. Portanto, o município, economicamente, está entre os 330 maiores do Brasil e consolidou-se com uma das mais importantes economias do estado. Em valores, o PIB de Açailândia em 2011 é de R$ 1.664.720.000,00 tornando Açailândia como o 3.º Maior PIB do Estado Maranhão.
Conforme o Instituto Brasileiro de Geografia e Estatística (IBGE), em 2021, o PIB per capita do município de Açailândia era de R$ 33.649,84. Comparando-se com outros municípios do estado do Maranhão, ficava na posição 12 de 217.
| Salário médio mensal dos trabalhadores formais [2022]                                             | 2,4 salários mínimos |
| Pessoal ocupado [2022]                                                                            | 22.159 pessoas       |
| População ocupada [2022]                                                                          | 20,80 %              |
| Percentual da população com rendimento nominal mensal per capita de até 1/2 salário mínimo [2010] | 43,4 %               |

Fonte: IBGE

## Infraestrutura

### Saúde
Em 2022, a taxa de mortalidade infantil média na cidade era de 15,29 para 1.000 nascidos vivos. Já as internações devido a diarreias era de 32,8 para cada 1.000 habitantes.

### Educação
Em 2010, a taxa de escolarização de 6 a 14 anos de idade era de 97,7%. Comparando-se com outros municípios do estado do Maranhão, ficava na posição 49 de 217.
| Taxa de escolarização de 6 a 14 anos de idade [2010]             | 97,7 %            |
| IDEB – Anos iniciais do ensino fundamental (Rede pública) [2023] | 5,5               |
| IDEB – Anos finais do ensino fundamental (Rede pública) [2023]   | 4,6               |
| Matrículas no ensino fundamental [2023]                          | 16.346 matrículas |
| Matrículas no ensino médio [2023]                                | 4.644 matrículas  |
| Docentes no ensino fundamental [2023]                            | 690 docentes      |
| Docentes no ensino médio [2023]                                  | 309 docentes      |
| Número de estabelecimentos de ensino fundamental [2023]          | 66 escolas        |
| Número de estabelecimentos de ensino médio [2023]                | 22                |

Fonte: IBGE

### Demografia
De acordo com Censo Demográfico 2022, a população do município de Açailândia era de 106.550 habitantes e a densidade demográfica era de 18,35 habitantes por quilômetro quadrado. Comparando-se com outros municípios do estado do Maranhão, ficava na posição 8 e 122 de 217.
| População no último censo [2022] | 106.550 pessoas                          |
| Densidade demográfica [2022]     | 18,35 habitantes por quilômetro quadrado |
| População estimada [2024]        | 110.506 pessoas                          |

Fonte: IBGE
Meio Ambiente
Em 2010, apresentava 13% de domicílios com esgotamento sanitário adequado, além de 59,5% de domicílios urbanos em vias públicas com arborização e 6,4% de domicílios urbanos em vias públicas com urbanização adequada.

## Cultura

### Eventos e datas comemorativas
- ExpoAçailândia - Feira Agropecuária Comercial e Industrial de Açailândia, realizada no mês de junho no Parque de Exposição José Egídio Quintal Filho. O evento, de caráter regional e nacional, visa mostrar as potencialidades para investimentos do município e buscar novas tecnologias e investimentos voltados para o desenvolvimento do Agronegócio da Região de Açailândia. É um dos maiores eventos da cidade atualmente.[12]
- Açaí-Folia - A Micareta é um dos maiores atrativos da cidade, realizada em virtude da festa de aniversário do município, sempre no mês de junho. É o maior carnaval fora de época da região e um dos maiores do estado, atraindo milhares de turistas de todas as regiões do estado e de outros estados, aumentando a renda do município no período.[13]

## Últimos prefeitos eleitos
| Ano  | Prefeito      | Partido      | Votos  | %      | Ref    |
| ---- | ------------- | ------------ | ------ | ------ | ------ |
| 2012 | Gleide Santos | PMDB         | 28.993 | 51,80  | [ 14 ] |
| 2016 | Juscelino     | PCdoB        | 33.652 | 58,22  | [ 15 ] |
| 2020 | Aluísio       | REPUBLICANOS | 23.586 | 43,16  | [ 16 ] |
| 2024 | Dr. Benjamim  | UNIÃO        | 26.269 | 43,05% | [ 17 ] |